# Carlos Magariños
Carlos Alfredo Magariños (16 de agosto de 1962) es un político, diplomático, académico y empresario argentino.
Fue elegido director general de la Organización de las Naciones Unidas para el Desarrollo Industrial en dos ocasiones por la comunidad internacional (ONUDI, 1997-2001/2001-2005).
Con anterioridad, se desempeñó como Director Nacional de Comercio Exterior (1991), Subsecretario de Industria (1992), Secretario de Industria (1993) y Secretario de Minería e Industria de la República Argentina (1995) y fue su Representante Económico y Comercial en Washington D. C. (1996-1997).
Desarrolló una intensa carrera en el sector privado, como emprendedor y académico (2005-2015). En enero de 2016 fue designado Embajador de su país en Brasil (nominado por el presidente de la República, el Senado de la Nación Argentina, en sesiones extraordinarias,  prestó su acuerdo unánime el 23 de febrero de ese año), cargo que desempeñó hasta julio de 2019, fecha en la que regresó a la Argentina para continuar su carrera en el sector privado. 
En la actualidad lidera Global Foresight, dirigiendo la estrategia global y de asuntos externos del Grupo Werthein, uno de los conglomerados económicos más importantes de América Latina y de Vrio Corporation (dueña de las licencias Directv Latinoamérica; Sky Brasil y Directv Go)
En 2023 se convirtió en Chairman de la Alianza Global de las Pequeñas y Medianas Empresas (GASME, China-US) por segunda vez (habiendo servido en esa posición entre 2010 y 2015). Es Chairman para Latinoamérica de la Indian Chamber of Commerce y Miembro del Directorio del Foro Mundial de la Agricultura.

## Carrera
Magariños obtuvo su título de licenciado en Administración en la Universidad de Buenos Aires (UBA, 1989). Mientras estudiaba fue elegido Consejero Académico por el Claustro de Estudiantes (1985-87) para representarlo en el Consejo Directivo de la Facultad de Ciencias Económicas (FCE –UBA), órgano superior de Gobierno de la misma.
Posteriormente estudió en el Instituto Internacional para el Desarrollo de la Ley (International Development Law Institute) de Roma en 1990 y se especializó en Mergers and Acquisitions en la Wharton School de la Universidad de Pensilvania (1997). Su desempeño académico incluye puestos como Asistente de Microeconomía (en trabajos prácticos, 1986) y Coordinador técnico en Metodología de la Investigación (1987) en la UBA; profesor asistente de cursos sobre Importación y Exportación (1989) en la Universidad de Belgrano y profesor asociado sobre Asuntos Económicos Latinoamericanos (1989) así como Profesor Titular de Política Económica (2009) en la Universidad del Salvador en Argentina. Fue elegido "Miembro Senior Asociado" del St Antony's College de la Universidad de Oxford (2006) y "Senior Fellow" del Instituto para Estudios Financieros Chongyang (RDCY), Universidad China de Renmin (2013).
En 1991 fue seleccionado (a través de un concurso público de oposición y antecedentes) Director Nacional de Comercio Exterior y, poco después, se convirtió en Subsecretario de Industria de la Nación (1992–1993). El Secretario de Industria y Comercio Juan Schiaretti lo propuso como su sucesor, cuando renunció para ser candidato a Diputado Nacional por Córdoba. Finalmente, el ministro Domingo Cavallo y el presidente Carlos Menem lo designaron al frente de la Secretaría de Industria (en 1993, con 31 años). A finales de 1995 la Secretaría de Estado a su cargo absorbió la Secretaría de Minería. A mediados de 1996, fue nombrado Representante Económico y Comercial de la República Argentina en Washington D. C., con rango de Embajador y Secretario de Estado.
En 1997 Magariños fue postulado al puesto de director general de la Organización de las Naciones Unidas para el Desarrollo Industrial (ONUDI). La Junta de Desarrollo Industrial (integrada por 53 países con representación regional proporcional a sus contribuciones presupuestarias), lo recomendó para el puesto con dos tercios de los votos. Obtuvo la recomendación al derrotar en una elección internacional a Dariusz Rosati, que en ese momento se desempeñaba como Ministro de Relaciones Exteriores de Polonia y era el principal candidato a ganar la contienda. 
Tras el debido proceso, en diciembre de 1997, la Conferencia General, máximo órgano directivo de la Organización integrado por 178 Países Miembros, lo eligió director general de la misma,- que atravesaba en ese entonces una grave crisis - convirtiéndolo en el primer argentino y la persona más joven (con 35 años) en ganar una elección internacional abierta para liderar una Agencia Especializada de las Naciones Unidas. 
Al frente de ONUDI llevó a cabo un importante programa de reforma orientado a mejorar la eficiencia y transparencia de la organización, así como sus programas de cooperación técnica, a través de la modernización del concepto de desarrollo industrial y su vinculación con la lucha contra la pobreza y la degradación ambiental. El éxito inicial de sus medidas promovieron su reelección para un segundo mandato, 2001-2005, La Cámara de Diputados del Congreso Argentino expresó su beneplácito por la reelección de un Argentino al frente de una Agencia Especializada de las Naciones Unidas, derrotando al candidato africano Ablassé Ouedraogo, que se desempeñaba en ese momento como vice director general de la Organización Mundial de Comercio (OMC).
Bajo su liderazgo ONUDI desarrolló un marco de cooperación con el sector privado a través de corporaciones internacionales (Ericksson, BASF, Fiat, etc.). Fue pionero en el desarrollo de programas dedicados a las situaciones posconflicto (bajo la lógica de que la ONU es relevante para reconstruir los sistemas políticos y judiciales pero menos efectiva en la reconstrucción económica). Los programas posconflicto de ONUDI para Sudán, Afganistán, Irak y Timor Oriental fueron desarrollados en esos años. Magariños promovió también los programas de formación de capacidades comerciales, un área en la que ONUDI sobresaldría, y le prestó especial atención a los efectos del ingreso de China en la Organización Mundial de Comercio.
El Secretario General Kofi Annan propuso a Magariños como primer Chairman del Comité de Alto Nivel de Programas del Consejo Ejecutivo (United Nations System Chief Executives Board for Coordination (CEB), una instancia integrada solamente por las máximas autoridades de los 31 Programas y Agencias del Sistema de la ONU. Los miembros de ese Consejo Ejecutivo (que incluye al Fondo Monetarios Internacional, la Organización Mundial de Comercio y el Banco Mundial) apoyaron su designación por unanimidad.
Gracias a la renovada confianza de los países miembros, la ONUDI incrementó su presupuesto total 60% entre 2000 y 2005. Las contribuciones voluntarias de los donantes se incrementaron un 147% entre 1998 y 2005 y la Organización incorporó nuevos Estados miembros. Los logros alcanzados por la organización fueron debatidos por la Cámara de los Comunes del Reino Unido y el Departamento para el Desarrollo Internacional (DFID, por sus siglas en inglés) clasificó a la ONUDI con el nivel más alto de normalización entre diversos organismos en el Marco de Efectividad Multilateral de 2004.
A su regreso a Buenos Aires, en Argentina, fundó junto a su esposa, Belén Di Paolo, un grupo de compañías (Prospectiva 2020 y la Red para el Desarrollo de Negocios Globales en 2007 y 2010) dedicadas al desarrollo de negocios en áreas tales como biotecnología, energías renovables, mercados de carbono, informática, telecomunicaciones y agroindustria, con oficinas en Buenos Aires, Washington, Lima, Viena y Mumbai.
Carlos Magariños ha integrado los directorios o consejos asesores internacionales de diversas instituciones y organizaciones en Estados Unidos, Europa, Asia y Latinoamérica, incluyendo Universidad San Ignacio de Loyola, el Consejo de Energía, Medioambiente y Agua (CEEW), la Alianza Global de PyMES (GASME), el Banco de la Provincia de Buenos Aires y el Círculo de Montevideo.
Su trabajo se dedica a identificar los motores del desarrollo económico y social en el marco de los procesos globales de integración política y comercial. Los resultados de esos estudios han sido publicados en 8 libros (traducidos a distintos idiomas), así como en una cantidad de papeeles académicos, escritos y artículos periodísticos. Carlos Magariños es un orador regular en conferencias y eventos alrededor del mundo.
Ha recibido 38 premios y distinciones internacionales en Europa, Asia y América por su desempeño como líder internacional, particularmente en el campo del Desarrollo Económico y las Relaciones Exteriores, incluyendo 5 títulos honoris causa e importantes distinciones y reconocimientos gubernamentales y de entidades públicas.
Siempre se mostró interesado en el progreso de su país, haciéndose presente en el debate público mediante artículos en la prensa o publicando libros. Cuando Mauricio Macri fue elegido Presidente de la República Argentina, en diciembre de 2015, decidió nombrarlo Embajador de Argentina en Brasil, lo que lo llevó a retornar al servicio público 20 años después de haber dejado el Gobierno Nacional. 
En julio de 2019, reclutado por Spencer Stuart) regresó a la Argentina, para organizar la Cámara Argentina de la Energía, entidad fundada por las principales empresas de energía del país.
Actualmente lidera Global Foresight, una compañía diseñada para anticipar tendencias de negocios, que recoge la experiencia y trayectoria de sus anteriores empresas, Prospectiva 2020 y la Red Global para el Desarrollo de Negocios. El Grupo Werthein, uno de los principales grupos económicos de Latinoamérica, lo convocó para diseñar y supervisar la ejecución de sus estrategias Global y de Asuntos Externos, asignándole la misma responsabilidad en una de sus empresas emblemáticas; la Corporación Vrio, que le compraron a AT&T en 2021. Vrio es la dueña de las licencias de televisión satelital en 10 países, cuenta con 10 millones de suscriptores y unos 7.000 colaboradores.

## Libros publicados
- Magariños, Carlos A.; Werthein, Darío (2017). Llegar al Futuro. Porque las nuevas tecnologías y el conocimiento pueden revolucionar la Argentina. Sudamericana. ISBN 978-950-07-5818-5.
- Magariños, Carlos A. (2013). Argentina 4.0 La Revolución Ciudadana. Prometeo. ISBN 978-987-574-608-4.
- Magariños, Carlos A. (2005). Towards a Common Agenda for Action.  A Proposal in the Context of the Millennium Development Goals. UNIDO. Archivado desde el original el 26 de febrero de 2005.
- Magariños, Carlos A.; Sercovich, Francisco (2003). Updating and fleshing out the development agenda. Papers and Proceedings of the Venice II Meeting. UNIDO. ISBN 92-1-106424-4.
- Magariños, Carlos A.; Yongtu, Long; Sercovich, Francisco C.; (2003). China in the WTO. Palgrave Macmillan. ISBN 0-333-99930-4.
- Magariños, Carlos A.; Sercovich, Francisco (2002). Gearing up for a new development agenda. Papers and Proceedings of the Meeting on Marginalization vs Prosperity: How to improve and spread the gains of globalization. UNIDO. ISBN 9789211064193.
- Magariños, Carlos A.; Assaf, George; Lall, Sanjaya; Martinussen, John D.; Ricupero, Rubens; Sercovich, Francisco (2001). Reforming the UN System: Unido's Need-Driven Model. Brill. ISBN 90-411-1669-9.
- Magariños, Carlos A. (1995). El rol del Estado y la política industrial en los ´90. Aportes preliminares para una discusión inconclusa. Macchi. ISBN 950-537-321-X.

## Honores Académicos
- Declarado "Personalidad Destacada" por el Instituto de Gestión Pública de la Universidad Provincial de Córdoba, Argentina (abril 2018)
- Premio a la trayectoria destacada en reconocimiento por actuación en Política Nacional, Facultad de Ciencias Económicas, Universidad de Buenos Aires (2017, Res. (CD) Nro 4066/17)
- Doctor honoris causa, Universidad San Ignacio de Loyola, Lima, Perú (2015)
- Cruz Kennedy, Universidad John F. Kennedy. Buenos Aires, Argentina (2004)
- Doctor Honorario. Universidad Nacional Técnica, Instituto Politécnico de Kiev, Ucrania (2002)
- Doctor honoris causa, Universidad de Ciencias Empresariales y Sociales, Buenos Aires, Argentina (2001)
- Doctor honoris causa, Universidad de Ciencias Económicas y Administración Pública, Budapest, Hungría (2000)
- Profesor honoris causa, Universidad del Estado Lomonosov, Moscú, Federación Rusa. (1999)

## Condecoraciones
- Gran Cruz de la Orden Nacional del Crucero del Sur. Gobierno de Brasil (2019)
- Gran Cruz de la Orden del Mérito del Trabajo. Gobierno de Brasil (2018)
- Gran Cruz de la Orden al Mérito Anhanguera. Estado de Goiás. Brasil (2017)
- Medalla del Pacificador del Ejército Brasileño (2016)
- Medalla de la Amistad del Gobierno de Cuba (2006)
- Gran Condecoración de Honor en Plata con Banda del Gobierno de la República de Austria (2006)
- Gran Cruz de la Orden Nacional al Mérito del Gobierno de la República de Ecuador (2005)
- Oficial de la Orden al Mérito Industrial del Gobierno de Colombia (2004)
- Gran Oficial de la Orden al Mérito Italiana. (2003)
- Gran Cruz de la Orden del Quetzal del Gobierno de Guatemala (2001)
- Gran Cruz de la Orden Colombiana de San Carlos (2000)

## Otras distinciones y premios
- Huésped de Honor del Pueblo y Gobierno de la Provincia de Tucumán, Argentina (Dec. 340/1 del 7/2/18)
- Visitante Distinguido de la Ciudad de Arequipa, Perú (2014)
- Premio Global por contribuciones sobresalientes Humanitarias y al Desarrollo Sostenible de la Academia Priyadarshni, Mumbai, India (2004)
- Premio de la Fundación 2002. Foro de la Fundación Universal (Prix de la Fondation 2002. Fondation du Forum Universale) Mónaco.
- Expresión de Beneplácito de la Cámara de Diputados de la Nación, Sesiones Ordinarias, Comisión de Relaciones Exteriores y Culto, Orden del día Número 3280, por la reelección al frente de la Organización de las Naciones Unidas para el Desarrollo Industrial (ONUDI), 20 de noviembre de 2001.
- Premio a los logros distinguidos. Asociación de Ex-Pasantes y Becarios de las Naciones Unidas.  New York, U.S.A. (2001)
- Trofeo al Desempeño del ano 2000, Instituto Superior de Gestión. (Trophée des Performances del ánne 2000, Institut Supérieur de Gestión – ISG - ) París, Francia (2000)
- Ciudadano Honorario, Dallas City, U.S.A. (1997)
- Homenaje de la Cámara de Comercio Latina de los Estados Unidos y el Congreso Hemisférico de Cámaras de Comercio e Industria Latinas por contribuciones a la integración hemisférica (1995)